# Meridiano 92 E
O meridiano 92 E é um meridiano que, partindo do Polo Norte, atravessa o Oceano Ártico, Ásia, Oceano Índico, Oceano Antártico, Antártida e chega ao Polo Sul. Forma um círculo máximo com o Meridiano 88 W.
Começando no Polo Norte, o meridiano 92º Este tem os seguintes cruzamentos:
| País, território ou mar | Notas                                                                     |
| ----------------------- | ------------------------------------------------------------------------- |
| Oceano Ártico           |                                                                           |
| Rússia                  | Krai de Krasnoyarsk - Ilha Komsomolets e Ilha Pioneer e Arquipélago Sedov |
| Oceano Ártico           | Mar de Kara                                                               |
| Rússia                  | Krai de Krasnoyarsk - Ilhas Kirov                                         |
| Oceano Ártico           | Mar de Kara                                                               |
| Rússia                  | Krai de Krasnoyarsk Tuva                                                  |
| Mongólia                |                                                                           |
| China                   | Xinjiang Qinghai Tibete                                                   |
| Índia                   | Arunachal Pradesh, reclamado pela China                                   |
| Butão                   |                                                                           |
| Índia                   | Assam Meghalaya                                                           |
| Bangladesh              |                                                                           |
| Índia                   | Tripura                                                                   |
| Bangladesh              |                                                                           |
| Oceano Índico           | Passa a oeste das Ilhas Andamão, Índia                                    |
| Oceano Antártico        | Passa a oeste da Ilha Drygalski, reclamada pela Austrália                 |
| Antártida               | Território Antártico Australiano, reclamado pela Austrália                |